# 니카노르 (사트라프)
니카노르(고대 그리스어: Nικάνωρ, 라틴어: Nicanor, 기원전 4세기)는 마케도니아의 디아도코이 전쟁 시기의 장군이다.
이전 경력에 대해서는 알 수 없지만 (같은 이름의 인물은 많이 존재했기 때문에 그 이전 경력의 인물과의 식별이 어렵다) 니카노르는 알렉산더 3세의 사후 기원전 321년에 개최된 트리파라디소스 회의에서 카파도키아 사트라프의 지위를 얻었다. 그는 디아도코이 전쟁을 통해 안티고노스에 가담하여 안티고노스와 에우메네스의 전쟁에 참여했다. 기원전 316년의 가비에네 전투 이후, 은방패 병단이 그들의 대장 에우메네스를 배신하고 안티고노스에게 그를 넘겨주자고 동의했을 때, 니카노르는 적진으로 에우메네스를 거두는데 보내졌다.
같은 해에 안티고노스가 메디아의 사트라프 페이톤을 살해했을 때, 니카노르는 메디아의 후임 사트라프로 임명된 것으로 보인다. 기원전 312년에 이집트 사트라프 프톨레마이오스 1세의 도움으로 바빌론 태수 자리를 회복하려고 셀레우코스 1세가 메소포타미아와 바빌로니아로 침공해 왔을 때 (바빌로니아 전쟁) 때 니카노르는 셀레우코스를 요격하기 위해 메디아에서 보병 10000명과 기병 7000기 이상으로 이루어진 군대를 이끌고 갔다. 티그리스강 근처에 셀레우코스의 야습을 받아 완전히 격파를 당했다. 디오도로스는 이때 니카노르가 사막으로 무사히 달아났으며, 안티고노스에 도움을 청하는 편지를 보냈다고 전하고 있지만, 아피아노스는 전사했다고 기록하고 있다.